# Jean-François Thomas de Thomon
Ne doit pas être confondu avec Jean-François Thomas.
Jean-François Thomas de Thomon, né le 1er avril 1760 à Berne et mort le 23 août (4 septembre) 1813 à Saint-Pétersbourg, est un architecte français qui travailla toute sa vie en Russie.

## Biographie

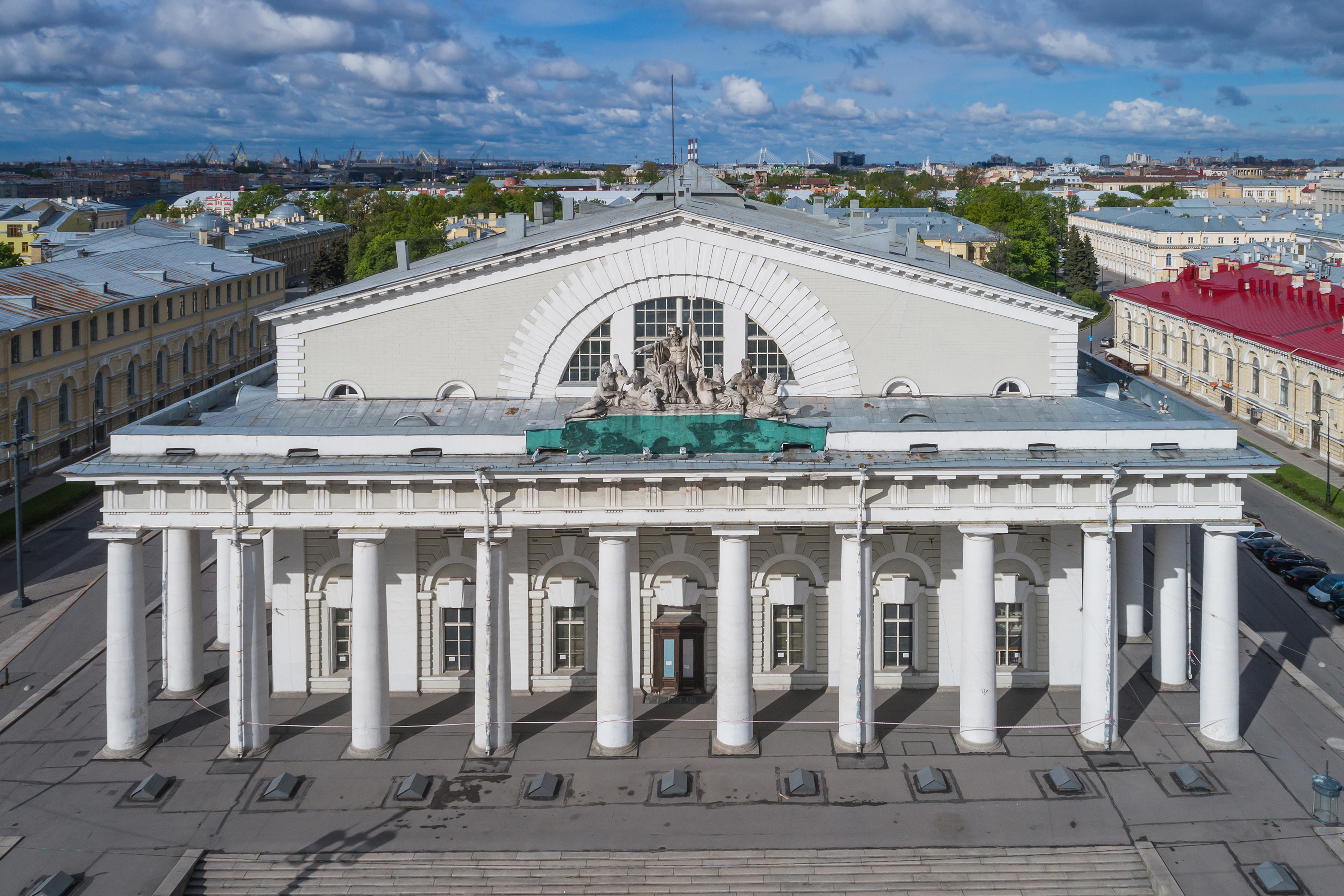
La Bourse de Saint-Pétersbourg

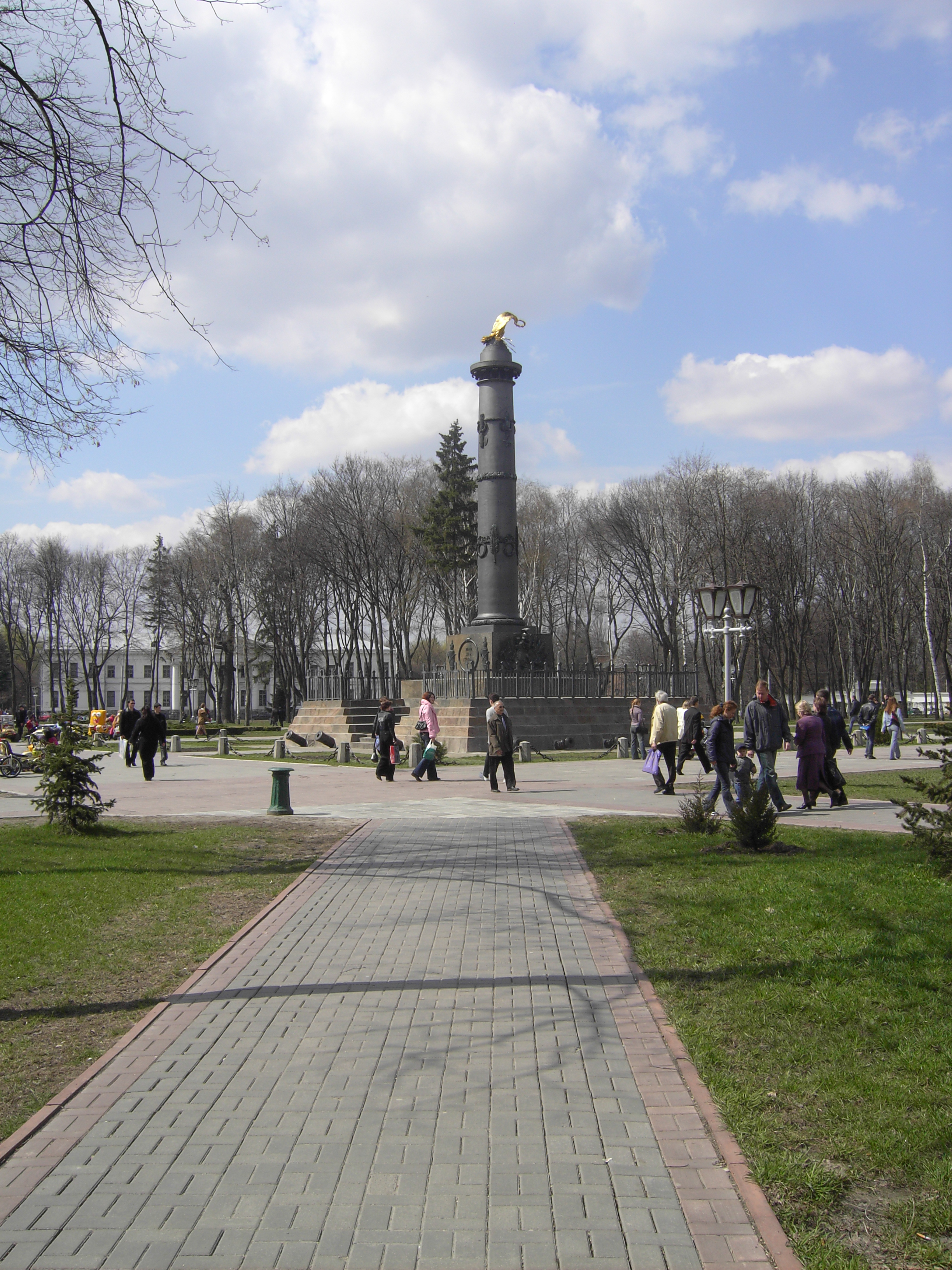
Monument commémoratif de la bataille de Poltava à Poltava

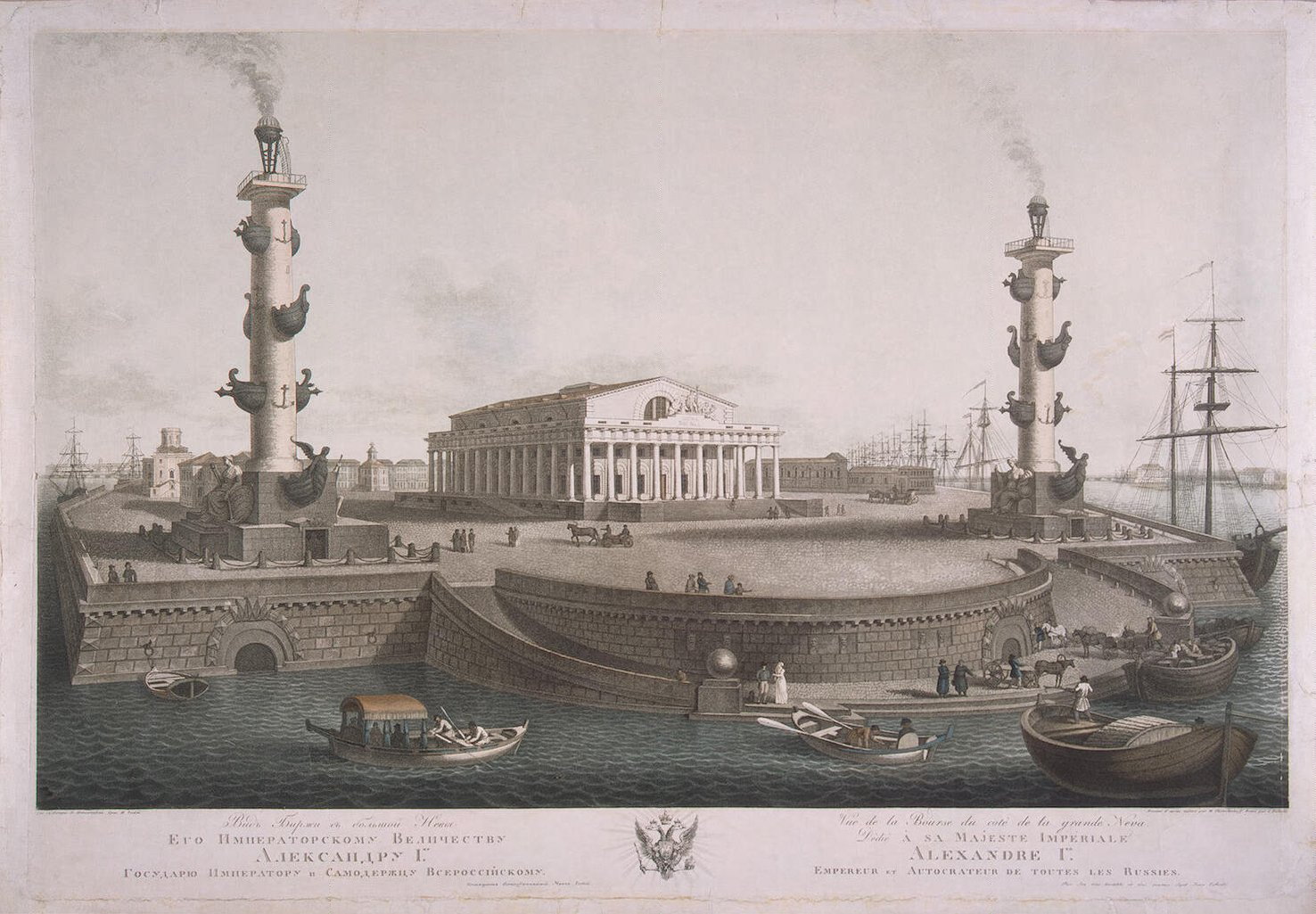
La pointe de l'île Vassilievski et la Bourse (aujourd'hui Musée de la Flotte russe)

Après avoir étudié à l'académie royale d'architecture de Paris dans la classe de Julien-David Le Roy, il part pour Rome en 1785, où il suit des cours à la villa Médicis, grâce à la bienveillance de François-Guillaume Ménageot. Il put s'inspirer de l'architecture antique et se spécialisa donc dans le style néo-classique, dont il fut l'un des représentants émérites. Il dessinait, aussi et laissa des aquarelles, des huiles des vues de Rome et de paysages antiques dans le genre d'Hubert Robert ou de Poussin.
La Révolution française l'empêcha, lui qui était français, fervent catholique et royaliste de s'établir dans sa patrie, car il repartit au bout de quelques mois en 1789, après avoir été architecte du comte d'Artois et s'établit à Vienne, en Pologne puis à Saint-Pétersbourg. Il reconstruisit la galerie du palais Lubomirski à Lancut et fut chargé par le comte Esterhazy de construire et réaménager plusieurs de leurs palais à Vienne.
Comme Mme Vigée-Lebrun, il devint un artiste à la mode à Saint-Pétersbourg, grâce à l'entremise du prince Alexandre Galitzine, dont Thomas de Thomon avait connu le frère à Vienne, ambassadeur de Russie. Il fut reçu dans la haute société. Il peignit des paysages pour de grands personnages de l'aristocratie pétersbourgeoise, et se lança dans des projets d'architecture. L'empereur Alexandre avait l'intention d'agrandir et d'embellir le théâtre Bolchoï Kamenny (Grand Théâtre de pierre) de Saint-Pétersbourg et fit donc appel à lui. Il se voua à cette œuvre de 1802 à 1805 tant et si bien qu'il fut nommé architecte de la Cour.
Il poursuivit ensuite la construction de la Bourse de l'île Vassilievski (1805-1810), dont la construction avait été interrompue en 1787, après les projets de Giacomo Quarenghi. Il construisit aussi les fameuses colonnes rostrales devant l'édifice qui sont devenues des symboles de la Saint-Pétersbourg d'aujourd'hui.
L'opéra d'Odessa (détruit en 1873), le monument commémoratif de la bataille de Poltava, les fontaines sur la route de Tsarkoïe Selo, et nombre d'hôtels particuliers de la capitale impériale sont l'œuvre de Thomas de Thomon. Il fut aussi professeur de perspective à l'Académie impériale des beaux-arts.
Il se tua en tombant d'un échafaudage du théâtre Bolchoï Kamenny.
Enterré au cimetière luthérien de Saint-Pétersbourg avec son épouse Claire, ses cendres et son tombeau ont été transférés en 1955 au cimetière Saint-Lazare de la Laure Saint-Alexandre-Nevski.

## Publications
Jean-François Thomas de Thomon publia de son vivant :
- Recueil des façades des principaux monuments construits à Saint-Pétersbourg par Thomas de Thomon, Saint-Pétersbourg, 1806
- Traité de peinture, précédé de l'origine des arts, avec gravures et illustrations, Saint-Pétersbourg, 1809.